# Amine Bouhafa
Amine Bouhafa (àrab: أمين بوحافة, Amīn Būḥāfa; nascut el 10 de juliol de 1986) és un compositor franco-tunisià de música de pel·lícules.

## Biografia
A l'edat de tres anys, Amine Bouhafa va començar a tocar el piano, després es va incorporar al Conservatori de Tunis al voltant dels set anys i va obtenir el diploma de música àrab als dotze anys amb honors. Es va incorporar al lycée pilote Bourguiba de Tunis i va obtenir un baxillerat en matemàtiques. A França, va completar un curs preparatori de matemàtiques superiors-matemàtiques especials i es va incorporar a l'Institut national des télécommunications del qual es va graduar com a enginyer de sistemes d'informació. Va marxar als Estats Units i va fer cursos de MBA a la Universitat del Sud de Califòrnia.
Va començar a compondre per al cinema als quinze anys. Compon per a curtmetratges, sèries de televisió i llargmetratges. El 2014, va treballar amb el director maurità Abderrahmane Sissako per a la seva pel·lícula Timbuktu; la pel·lícula es presenta al 67è Festival Internacional de Cinema de Canes. Amine Bouhafa va rebre als César 2015 el César a la millor música original, el premi del Fespaco i el premi France Musique-Sacem per a la música de cinema.
Després va col·laborar amb el director Souleymane Cissé per a la música original de la pel·lícula O ka seleccionada fora de competició al 68è Festival Internacional de Cinema de Canes.
També va compondre la música original de la pel·lícula Halal Love dirigida per Assad Fouladkar, que va ser seleccionada per a la competició oficial del Festival de Cinema de Sundance 2016.
El 2018, va impartir una classe magistral al Festival de Cinema de Cartago a Tunis on va detallar el seu mètode.

## Filmografia

### Cinema

#### Curtmetratges
- 2002: Les Poupées de sucre d'Anis Lassoued
- 2003: Coming soon d'Elyes Zrelli
- 2008: Silence de Faten Hafnaoui
- 2015: Myriam de Faiza Ambah
- 2016: Ruptures de Fawzi Djamel
- 2017: Les Pasthèques du cheikh de Kaouther Ben Hania
- 2019: Qu'importe si les bêtes meurent de Sofia Alaoui
- 2019: Viril de Charlie Kouka

#### Llargmetrages
- 2009: Vivre ici de Mohamed Zran
- 2012: Dégage ! de Mohamed Zran
- 2014: Timbuktu d'Abderrahmane Sissako
- 2015: Lilia de Mohamed Zran
- 2015: Halal Love d'Assad Fouladkar
- 2015: O Ka de Souleymane Cissé
- 2016: Looking for Oum Kulthum de Shirin Neshat
- 2017: La Belle et la Meute de Kaouther Ben Hania
- 2017: Amin de Philippe Faucon
- 2018: Gun Shot de Karim El Chennawi
- 2019: Casablanca de Peter Mimi
- 2019: Le Miracle du Saint Inconnu d'Alaeddine Aljam
- 2019: Un fils de Mehdi Barsaoui
- 2019: You Will Die at Twenty d'Amjad Abualala
- 2019: Place des victoires de Yoann Guillouzouic
- 2019: Le Dernier Poumon du monde de Yamina Benguigui
- 2020: Gagarine de Fanny Liatard et Jérémy Trouilh
- 2021: Le Sommet des dieux de Patrick Imbert
- 2022: Les Harkis de Philippe Faucon
- 2022: Entre figueres d'Erige Sehiri
- 2023: Un homme heureux  de Tristan Séguéla
- 2023: Le Temps d'aimer de Katell Quillévéré
- 2023: Les Filles d'Olfa de Kaouther Ben Hania
- 2024: Bye Bye Tibériade de Lina Soualem
- 2024: Ni chaînes ni maîtres de Simon Moutaïrou
- 2025: Mercato de Tristan Séguéla
- 2025: Toutes pour une de Houda Benyamina
- 2025: Ad vitam de Rodolphe Lauga

### Televisió
- 2012: Bab El Khalk d'Adel Adeeb
- 2013: Place in the Palace d'Adel Adeeb
- 2014: Gabal Al Halal (The Mountain) d'Adel Adeeb
- 2014: The First Lady de Mohammed Bakir
- 2015: After the Beginning (Baed El Bidaya) d'Ahmed Khaled Moussa
- 2015: Haret El Yahoud de Mohammed El Adl
- 2015: Tariqy (My Way) de Mohammed Shaker
- 2016: Wannous (Mephistos) de Shady Fakharani
- 2016: Mizane (Justice) d'Ahmed Khaled Moussa
- 2016: Grand Hôtel de Mohammed Shaker
- 2016: The God Father (remake egipci) de Peter Mimi
- 2017: Tonight de Tamer Mohsen
- 2017: For the highest price de Mohammed El Adl
- 2017: Halawet Eddonia de Hussein Menebbawi
- 2017: Let the sun shine (La totfe Echams) de Mohammed Shaker
- 2018: Once Upon a Time de Hatem Ali
- 2018: Histoires d'une nation (sèrie documental)
- 2019: Kingdoms of Fire de Peter Webber
- 2021: La Petite Femelle de Philippe Faucon
- 2022: Le Monde de demain
- 2023: Tapie
- 2024:  Assassins

## Altres obres
- 2016:
  - Ballet Du désir d'horizon de Salia Sanou, al Théâtre national de Chaillot
  - Suite simfònica Tolérance et interdits per a viola d'amore, duduk, percussió i orquestra, encarregada per l'Orchestre philharmonique de Radio France
  - Peça per a oud i orquestra, I Read, coescrita amb Naseer Shamma

## Distincions
- 2015:
  - Tanit d'honor del Festival de Cinema de Cartago pel conjunt de la seva carrera
  - Grand prix France Musique - Sacem de la música de cinema[1]
  - Premi Fespaco a la millor música per Timbuktu[7]
  - César a la millor música original per Timbuktu[1]
- 2016: Cavaller de les Arts i les Lletres[8]
- 2022: Premi a la millor banda sonora a la XXXVII edició de la Mostra de València per Entre figueres.[9]